# Dieter Barth
Dieter Barth (* 1943 in Passau) ist ein deutscher Grafiker und Maler.

## Leben
Dieter Barth wurde 1943 im Passauer Ortsteil Ilzstadt geboren. Im Kindesalter wanderte er mit seinen Eltern nach Kalifornien aus, kehrte jedoch bald wieder nach Passau zurück und begann auf Wunsch seines Vaters eine Ausbildung bei einem Autohaus. In den Folgejahren lernte Barth den Passauer Maler Otto Sammer kennen, der ihm eine künstlerische Ausbildung an der Kunsthochschule Linz empfahl. 1964 ging er diesem Vorschlag nach und begann dort sein Studium der Malerei, Grafik, Literatur und Kunstgeschichte, das er 1969 mit einem Diplomabschluss bei Herbert Dimmel abschloss.
Im selben Jahr begann er ein zweites Studium der Malerei und Grafik an der Akademie der Bildenden Künste in München, bis er 1972 ein weiteres Diplom von Hermann Kaspar verliehen bekam.
In den Jahren 1972 und 1973 betätigte Barth sich als Kunsterzieher am Bundesgymnasium Vöcklabruck, wie auch als freischaffender Künstler. Heute ist er ausschließlich als Freiberufler in seinem hauseigenen Atelier in Berchtesgaden tätig, wo er zusammen mit seiner Ehefrau lebt, die er auf einer Studienreise nach Kroatien kennengelernt hatte.
Ausstellungen seiner Werke befanden sich u. a. in Linz, Wien, Salzburg, Anif, München, Oldenburg, Frankfurt am Main, Bad Reichenhall, Berchtesgaden und Eichstätt. Vom 7. Dezember 2019 bis zum 6. Januar 2020 war eine Ausstellung im Kulturmodell Passau zu besichtigen.

## Werke (Auswahl)
- Drei Drei Drei, 2019, Acryl auf Leinwand
- Die Reise nach Kythera, 2016, Acryl auf Leinwand
- Odysseus als Rentner, 2008, Acryl auf Leinwand
- Was Canaletto nicht sah, 2006, Acryl auf Leinwand
- Des Teufels Gebetbuch, 1986, Spielkarten
- Bomarzo - Sirene, 1983, Mischtechnik
- Venedig - Canale Grande, 1977, Mischtechnik auf Papier

## Öffentliche Ankäufe
- Stadtmuseum München
- Stadtmuseum Linz
- Kulturabteilung des Amtes der Oberösterreichischen Landesregierung
- Republik Österreich
- Landesmuseum Württemberg / Deutsches Spielkartenmuseum
- Oberhausmuseum Passau[8]